# Прямоволосник плісконосний
Прямоволосник плісконосний (Orthotrichum cupulatum) — вид мохів порядку прямоволосникальних (Orthotrichales).

## Поширення
Батьківщиною є Європа, Марокко, Північна Америка, Південна Америка, Азія, Австралія, Нова Зеландія.
Населяє вапнякові та великі брили в хвойних лісах, сухі ділянки лісів Pinus ponderosa, сухі скелі в каньйонах; від низьких до високих (100–3000 м).

## Галерея

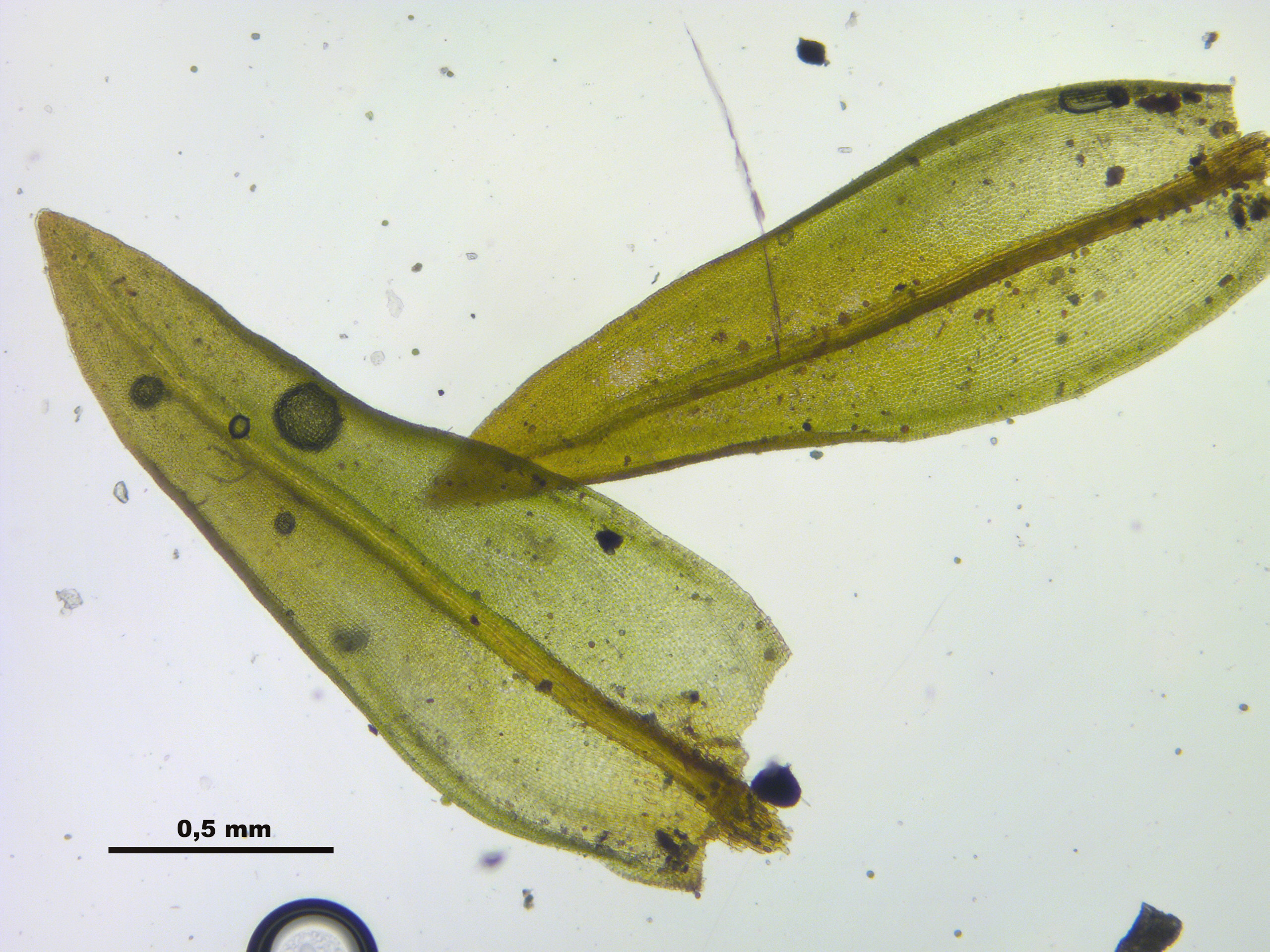
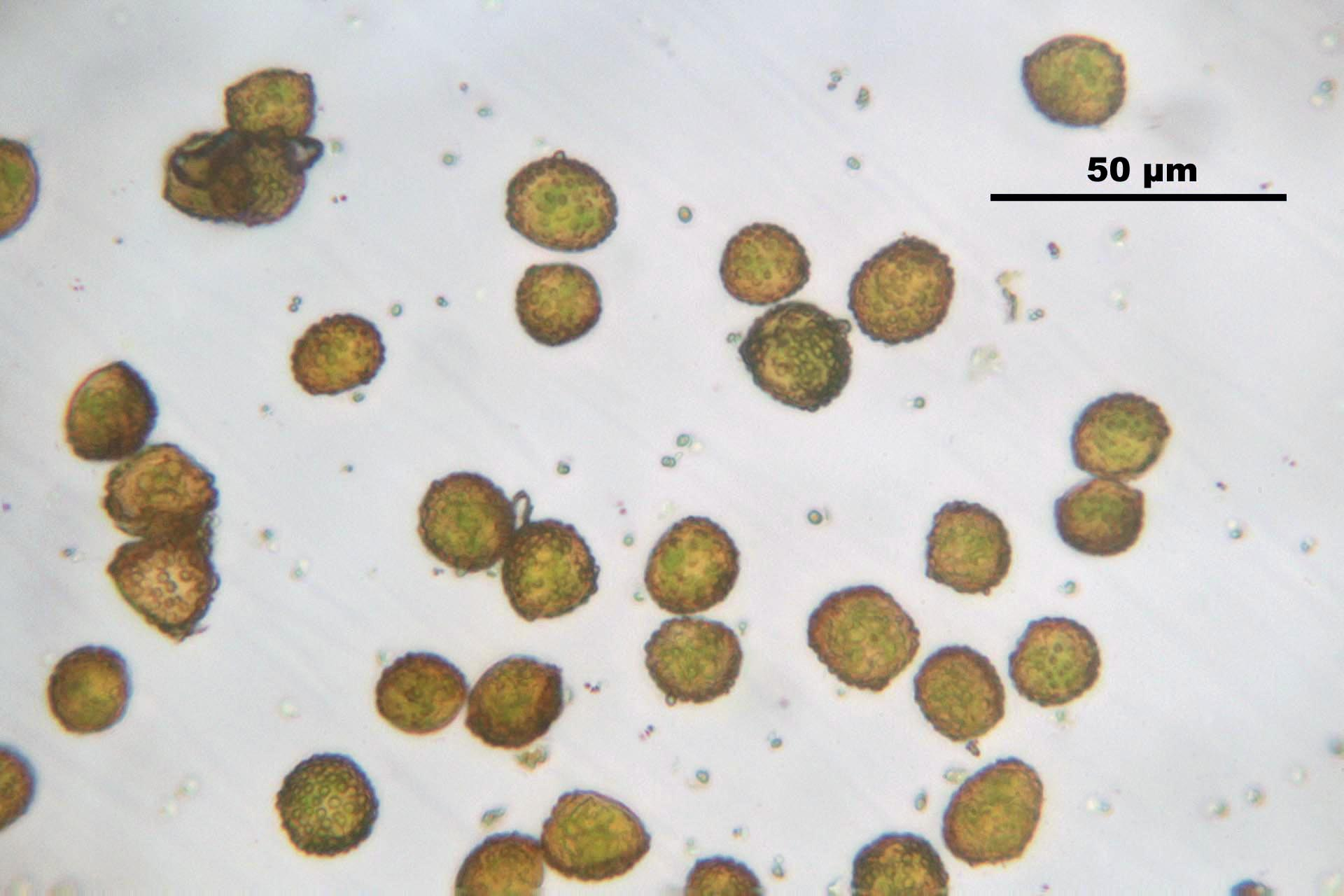

## Характеристика
Рослини до 1.2 см. Стеблові листки в сухому стані прямовисні, притиснуті, від яйцювато-ланцетних до видовжено-ланцетних, 2.5–4 мм; краї вигнуті трохи нижче вершини, цілі; верхівка гостра чи рідше вузько-тупа. Спеціалізоване нестатеве розмноження відсутнє. Статевий стан гоніоавтотичний. Коробочкові ніжки 0.5–1 мм. Коробочка занурена на 1/2 коли висихає, яйцеподібна, 1.2–1.6 мм, 16-ребриста, звужена нижче гирла коли висихає. Спори 9–16 мкм.